# Cristoforo Greppi
Cristoforo Greppi (Como, ... – ...; fl. XVII secolo) è stato un pittore italiano manierista, attivo a Roma all'inizio del XVII secolo.

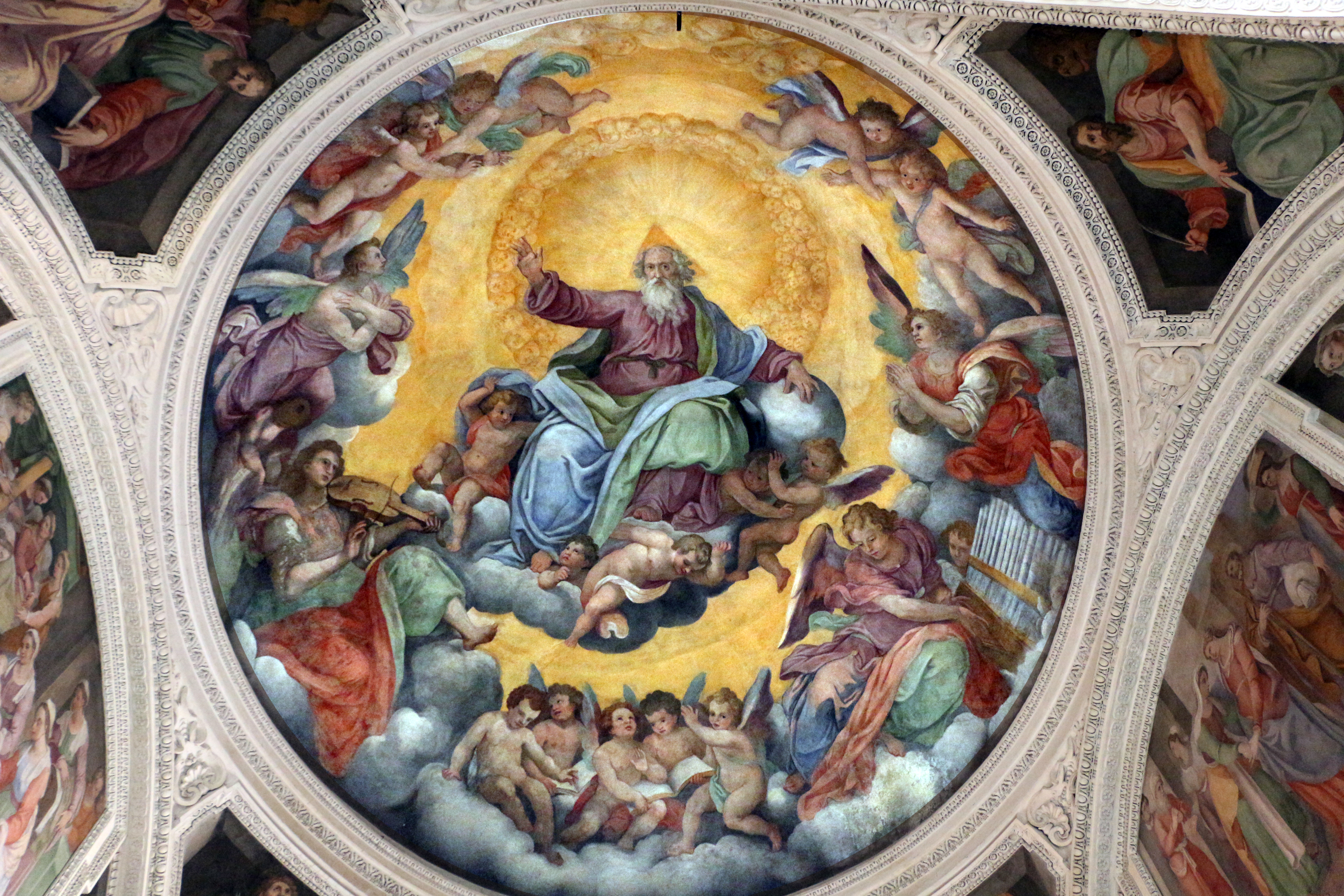
Giovanni Battista Ricci e Cristoforo Greppi, affreschi di San Francesco a Ripa, Roma.

Nato a Como, lavorò nell'anno 1600 con Prospero Orsi e Francesco Nappi sotto la guida di Cristoforo Roncalli alla decorazione di Palazzo Mattei a Roma: Greppi dipinse l'affresco dei Fratelli di Giuseppe in Egitto. Negli anni 1605-1608 lavorò con gli stessi collaboratori per diverse decorazioni ai Palazzi Vaticani.
Greppi lavorò inoltre con Giovanni Battista Ricci per la decorazione della Cappella Castellani di San Francesco a Ripa, sempre a Roma. Lavorò infine alla volta della Cappella Albertoni nella medesima chiesa.